# Edward Burns
Edward Fitzgerald Burns (New York, 29 januari 1968) is een Amerikaans regisseur, producent, scenarioschrijver en acteur van Ierse komaf. Voor het regisseren van The Brothers McMullen won hij onder meer de Independent Spirit Award voor beste regiedebuut als de juryprijs van het Sundance Film Festival 1995.

## Loopbaan
Hij maakte in 1995 zijn regie-, acteer-, schrijf- en produceerdebuut met de tragikomedie The Brothers McMullen, waarvoor hij onder meer een Independent Spirit Award en de juryprijs van het Sundance Film Festival won. Hij werd in 1999 genomineerd voor een Screen Actors Guild Award samen met alle acteurs van Saving Private Ryan. Daarin speelt hij zelf soldaat Richard Reiben.
Burns debuteerde in 1995 met een film waarvoor hij het budget van ongeveer 25.000 dollar grotendeels zelf bij elkaar spaarde. Hij drukte de kosten verder door The Brothers McMullen op te nemen in het huis van zijn ouders en een tienkoppige filmploeg bij elkaar te verzamelen die - op wat figurantenrolletjes na - allemaal hun acteerdebuut maakten in zijn film. Daarvan gaf hij zijn toenmalige vriendin Maxine Bahns en Mike McGlone ook rollen in zijn tweede film She's the One. Nadat Burns in ook zijn derde hoofdzakelijk zelf gemaakte film No Looking Back speelde, werd hij voor het eerst door iemand anders ingezet, toen Steven Spielberg hem aannam voor een rol in Saving Private Ryan.
Sinds zijn acteerdebuut speelde Burns in meer dan twintig films. Bijna de helft daarvan schreef, regisseerde en produceerde hij ook zelf. Daarnaast was hij te zien in een paar wederkerende rollen in televisieseries. Hij speelde in februari 2005 in drie afleveringen van Will & Grace als Graces vriendje Nick en verscheen van 2006 tot en met 2009 in vijf afleveringen van Entourage, als zichzelf.
Burns trouwde in 2003 met fotomodel Christy Turlington. Samen met haar kreeg hij dat jaar dochter Grace en in 2006 zoon Finn.

## Filmografie

### Als acteur
| - Alex Cross (2012) - The Fitzgerald Family Christmas (2012) - Man on a Ledge (2012) - Newlyweds (2011) - Friends with Kids (2011) - Nice Guy Johnny (2010) - Echelon Conspiracy (2009) - 27 Dresses (2008) - One Missed Call (2008) - Purple Violets (2007) - The Holiday (2006) - The Groomsmen (2006) - The River King (2005) | - A Sound of Thunder (2005) - The Breakup Artist (2004) - Looking for Kitty (2004) - Confidence (2003) - Ash Wednesday (2002) - Life or Something Like It (2002) - Sidewalks of New York (2001) - 15 Minutes (2001) - Saving Private Ryan (1998) - No Looking Back (1998) - She's the One (1996) - The Brothers McMullen (1995) |

### Achter de schermen
| - The Fitzgerald Family Christmas (2012 - regisseur, schrijver & producent) - Newlyweds (2011 - regisseur schrijver & producent) - Nice Guy Johnny (2010 - regisseur, schrijver & producent) - Purple Violets (2007 - regisseur, schrijver & producent) - The Groomsmen (2006 - regisseur, schrijver & producent) - Flight of the Phoenix (2004 - schrijver) | - Looking for Kitty (2004 - regisseur, schrijver & producent) - Ash Wednesday (2002 - regisseur, schrijver & producent) - Sidewalks of New York (2001 - regisseur, schrijver & producent) - No Looking Back (1998 - regisseur, schrijver & producent) - She's the One (1996 - regisseur, schrijver & producent) - The Brothers McMullen (1995 - regisseur, schrijver & producent) |